# Cacopsylla myrthi
Cacopsylla myrthi är en insektsart som först beskrevs av Puton 1876.  Cacopsylla myrthi ingår i släktet Cacopsylla och familjen rundbladloppor. Inga underarter finns listade i Catalogue of Life.